# Bassania

Starożytna Iliria

Bassania – starożytne miasto należące do królestwa iliryjskiego, położone w pobliżu współczesnej Szkodry. Opisane przez rzymskiego historyka Liwiusza w kontekście wojny z królem Ilirów Gentiosem, opuszczone albo zniszczone przez wojska rzymskie za panowania cesarza Oktawiana Augusta. Pozostałości budowli i fragmenty zachowanych murów obronnych miasta o powierzchni ok. 20 hektarów polscy archeolodzy odkryli w 2018 roku, przedtem te obiekty uznawano za naturalne ostańce skalne.